# Карл фон Мюллер
Карл Фрідріх Макс фон Мюллер (нім. Karl Friedrich Max von Müller; 16 червня 1873 — 11 березня 1923) — німецький морський офіцер, капітан легкого крейсера «Емден» під час Першої світової війни.

## Ранні роки та кар'єра
Карл фон Мюллер народився в Ганновері в сім'ї полковника прусської армії. Після навчання в гімназії в Ганновері і Кілі він вступив до військової академії в Плені у Шлезвіг-Гольштейні, але в 1891 перевівся до імператорського флоту. Мюллер служив на навчальному кораблі «Штош», потім на фрегаті «Гнайзенау», брав участь у поході до Америки. У жовтні 1894 року в званні лейтенанта отримав посаду зв'язківця на броненосці «Баден», а потім на однотипному кораблі «Саксонія».
Мюллер був підвищений у званні до обер-лейтенанта цур зее і спрямований на канонерський човен «Швальбе». Під час розміщення «Швальбе» в Німецькій Східній Африці він заразився малярією, від якої страждав все життя. Після повернення до Німеччини в 1900 році служив на березі, доки не став другим артилерійським офіцером на лінкорі-броненосці «Кайзер Вільгельм II» . Призначення до штабу адмірала принца Генріха Прусського стало великим успіхом у його кар'єрі. У грудні 1908 року, отримавши високі оцінки від свого начальства, Мюллер був підвищений до корветтен-капітана і призначений до Адміралтейства в Берліні, де він справив враження на грос-адмірала Альфреда фон Тірпіца.

## Командування
Навесні 1913 року Мюллер отримав під своє командування крейсер «Емден». Незабаром він здобув популярність у газетах Німеччини та інших держав за ініціативу та вміння, виявлені під час обстрілу бунтівних фортів на річці Янцзи в Нанкіні. За це нагороджений орденом Корони 3-го класу з мечами.
На початку Першої світової війни «Емден» стояв на якорі на німецькій базі в Ціндао. 31 липня 1914 року він вирушив у похід. 4 серпня «Емден» захопив російський поштовий пароплав «Рязань». Потім «Емден» зустрівся з німецькою Східно-азійською крейсерською ескадрою адмірала Максиміліана фон Шпеє на Маріанських островах.
Саме Мюллер на нараді на острові Паган запропонував виділити один легкий крейсер ескадри для проведення рейдів на торгових шляхах союзників в Індійському океані, тоді як інші кораблі ескадри фон Шпеє продовжать шлях через Тихий океан. Це призначення отримав капітан фон Мюллер на «Емдені».
У наступні 12 тижнів «Емден» і Мюллер отримав репутацію хоробрості та лицарства, не досягнуту жодним німецьким кораблем чи капітаном. Мюллер був надзвичайно педантичний, уникаючи шкоди нейтральним суднам та жертв серед цивільних осіб. Незважаючи на захоплення чотирнадцяти суден, єдиними громадянськими жертвами «Емдена» стали 5 моряків, які загинули під час бомбардування Мадраса (Індія), хоча Мюллером були вжиті запобіжні заходи, щоб лінія вогню не перетнула житлові райони міста. Під час зухвалого рейду на Пенанг «Емден» потопив російський крейсер «Жемчуг» та французький міноносець «Мушкет». Тридцять шість французьких моряків, що вижили з «Мушкета», були врятовані «Емденом», і коли три з них померли від отриманих ран, вони були поховані в морі з повними військовими почестями. Французи, що залишилися, були передані на британський пароплав «Ньюберн», який, зупинений, але не атакований німецьким кораблем, і відвіз їх у Сабанг на Суматрі в нейтральній Голландській Ост-Індії.

## Поразка та полон
Коли 8 листопада 1914 року «Емден» відправив десантну партію на берег, щоб знищити радіостанцію в Порт-Реф'юдж на Кокосових островах, він, нарешті, був загнаний у кут австралійським легким крейсером «Сідней» і зазнав поразки завдяки перевазі останнього в дальності стрільби. Мюллер та інші члени його команди, що вижили, були взяті в полон і доставлені на Мальту. Загону, що знаходився на березі, вдалося втекти і дістатися Німеччини під керівництвом старшого помічника «Емдена» Гельмута фон Мюкке. 8 жовтня 1916 року, через два дні після відновлення Німеччиною необмеженої підводної війни, Мюллер був відокремлений від інших бранців з «Емдена» і відправлений до Англії, де був інтернований у таборі для полонених німецьких офіцерів у коледжі Мід Саттон-Бонінгтон Ноттінгемського університету. У 1917 році Мюллер організував втечу 21 полоненого через тунель, але його спіймали. Англійський клімат погано позначався з його здоров'ї, тому, зрештою, Мюллера відправили на лікування в Нідерланди. У жовтні 1918 року він був репатрійований до Німеччини.

## Останні роки

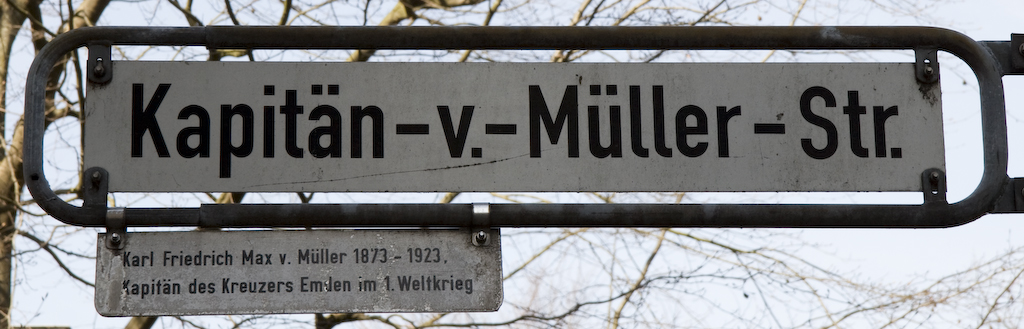
Вулиця капітана фон Мюллера в Ганновері

Мюллер був нагороджений орденом «Pour le Mérite» і зведений до звання капітана цур зеє (1 жовтня 1918 року). На початку 1919 року він пішов у відставку через погане здоров'я і оселився в Бланкенбурзі. Мюллера було обрано до місцевого парламенту Брауншвейга від Німецької національної партії. Карл фон Мюллер несподівано помер, найімовірніше, ослаблений наслідками малярії, 11 березня 1923 року.

## Нагороди
- Орден Червоного орла 4-го класу з короною (Прусське королівство)
- Орден Корони 3-го класу з мечами (1913) (Прусське королівство)
- Залізний хрест (1914) 2-го та 1-го класу (Прусське королівство)
- Хрест «За вислугу років»[de] (за 25 років бездоганної служби) (Прусське королівство)
- Орден " Pour le Mérite " (19.03.1918) (Прусське королівство)
- Орден «За військові заслуги» 3-го класу з мечами (Баварське королівство)
- Хрест Фрідріха Августа 2-го та 1-го класу (Велике герцогство Ольденбурзьке)